# Chaunus vellardi
Chaunus vellardi (tên tiếng Anh: Cóc Alto Marañon) là một loài cóc thuộc họ Bufonidae.
Đây là loài đặc hữu của Peru.
Môi trường sống tự nhiên của chúng là vùng núi ẩm nhiệt đới hoặc cận nhiệt đới, sông ngòi, đầm nước ngọt, và đầm nước ngọt có nước theo mùa.